# Michaelerberg (Kärnten)

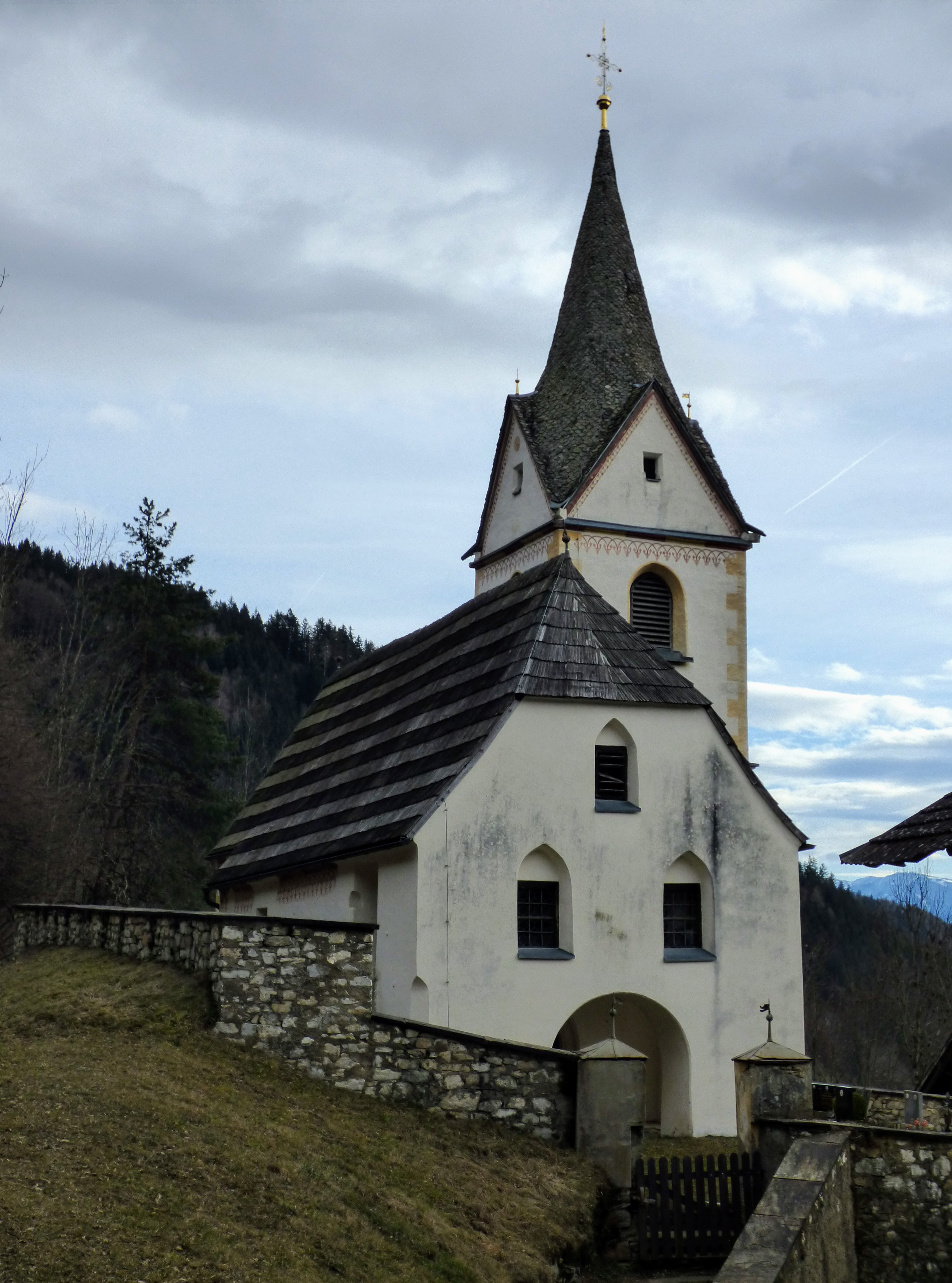
Kirche St. Michael

Michaelerberg (früher auch St. Michael im Graben; slowenisch Šmihelska Gora, slowenisch-mundartlich Šent Miheł) ist ein Ort in Kärnten, durch den eine Gemeinde- und Bezirksgrenze verläuft, wodurch der Ort in zwei Ortschaften zerfällt: die Ortschaft Michaelerberg in der Gemeinde Brückl im Bezirk Sankt Veit an der Glan mit 14 Einwohnern (Stand 1. Jänner 2024) und die Ortschaft Michaelerberg in der Gemeinde Diex im Bezirk Völkermarkt mit 1 Einwohnern (Stand 1. Jänner 2024).

## Lage
Der Ort liegt abgelegen an den Ausläufern der Saualpe, an der Südostgrenze des Bezirks Sankt Veit an der Glan sowie an der Nordwestgrenze des Bezirks Völkermarkt.

## Geschichte vor der Teilung
Die Kirche St. Michael wird 1168 urkundlich genannt.
In der ersten Hälfte des 19. Jahrhunderts gehörte der gesamte Ort Michaelerberg zum Steuerbezirk Haimburg.

## Ortschaft Michaelerberg (Gemeinde Brückl)

### Lage
Die Ortschaft Michaelerberg der Gemeinde Brückl liegt auf dem Gebiet der Katastralgemeinde Johannserberg, im Nordosten der Gemeinde Brückl, im äußersten Südosten des Bezirks Sankt Veit, an den Grenzen zu den Gemeinde Völkermarkt und Diex (beide Bezirk Völkermarkt). Der Ort liegt abgelegen an den Ausläufern der Saualpe, die wenigen Häuser erstrecken sich über etwa 3 Kilometer Luftlinie hinweg. Der nördliche Teil des Orts liegt linksseitig des Diexer Bachs bzw. Michaelergrabens, an den westlichen Hängen des Michaelerbergs, und ist am leichtesten von Norden her, von der Diexer Landesstraße aus, erreichbar. Der südliche Teil des Orts erstreckt sich auf beide Seiten des Michaelergrabens und ist am leichtesten von Süden her, von Gattersdorf (Gemeinde Völkermarkt) aus, erreichbar.
In der Ortschaft werden folgende Hofnamen geführt: Radeschnig (Nr. 1), Sagernig (Nr. 4), Enzi (Nr. 10), Kogelnig (Nr. 12), Kanz (Nr. 14), Weberkeusche (Nr. 19).

### Geschichte

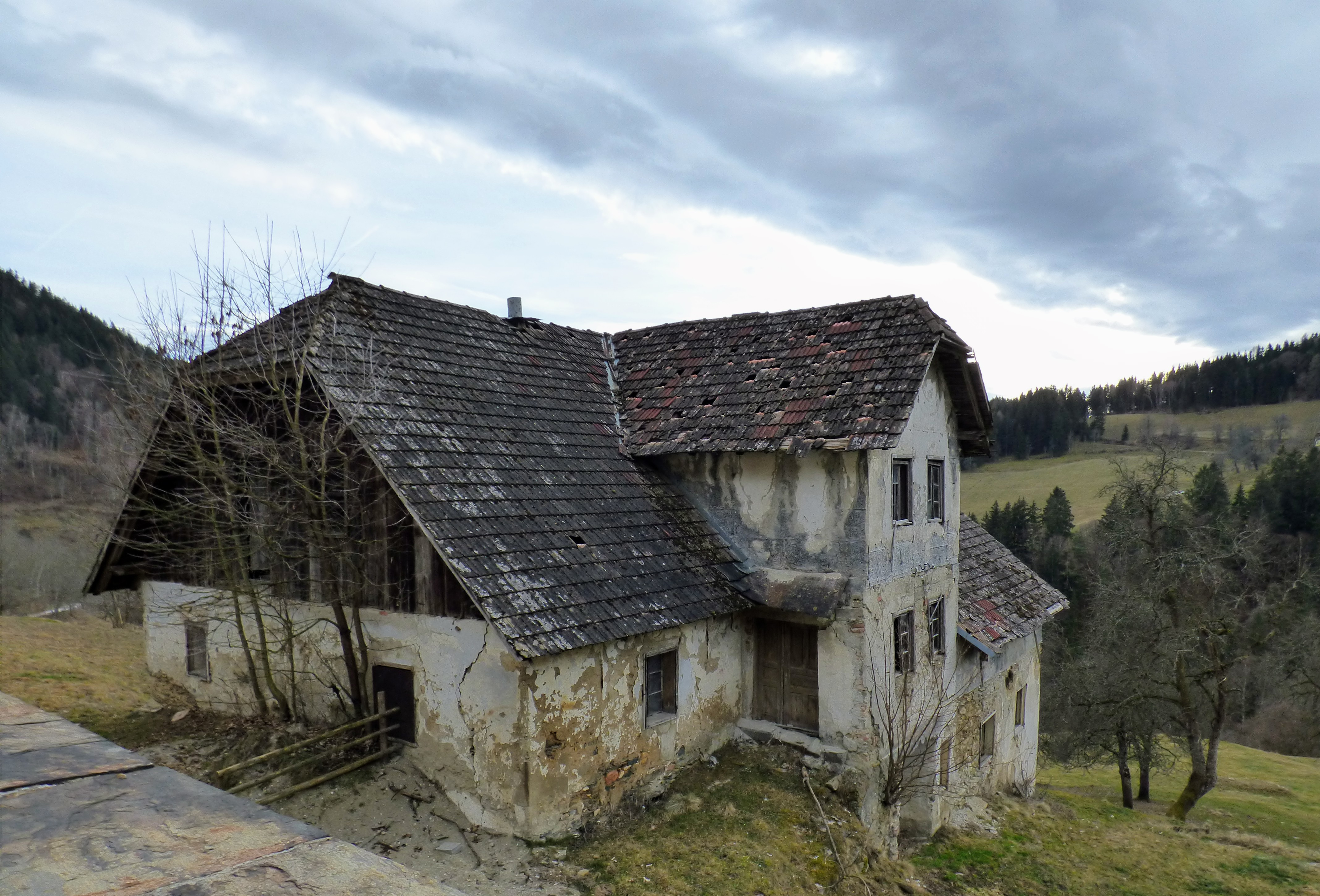
Verfallendes Gebäude neben der Kirche

In der ersten Hälfte des 19. Jahrhunderts gehörte der gesamte Ort Michaelerberg zum Steuerbezirk Haimburg. Bei Gründung der Ortsgemeinden im Zuge der Reformen nach der Revolution 1848/49 wurde der Ort geteilt; die auf dem Gebiet der Katastralgemeinde Johannserberg befindlichen Häuser des Orts gehören seither zur Gemeinde Brückl, die bis 1915 St. Johann am Brückl hieß.

### Bevölkerungsentwicklung
Für die Ortschaft zählte man folgende Einwohnerzahlen:
- 1869: 16 Häuser, 99 Einwohner[3]
- 1880: 12 Häuser, 112 Einwohner[4]
- 1890: 13 Häuser, 92 Einwohner[5]
- 1900: 13 Häuser, 85 Einwohner[6]
- 1910: 15 Häuser, 90 Einwohner[7]
- 1923: 16 Häuser, 96 Einwohner[8]
- 1934: 78 Einwohner[9]
- 1961: 9 Häuser, 54 Einwohner[10]
- 2001: 7 Gebäude (davon 5 mit Hauptwohnsitz) mit 5 Wohnungen; 17 Einwohner und 2 Nebenwohnsitzfälle; 7 Haushalte; 1 Arbeitsstätte, 4 land- und forstwirtschaftliche Betriebe[11]
- 2011: 9 Gebäude, 14 Einwohner, 6 Haushalte, 0 Arbeitsstätten[12]
- 2021: 9 Gebäude, 15 Einwohner, 5 Haushalte, 3 Arbeitsstätten[13]

## Ortschaft Michaelerberg (Gemeinde Diex)

### Lage
Der Hof Verhounig (Michaelerberg Nr. 8), der die Ortschaft Michaelerberg in der Gemeinde Diex bildet, liegt im äußersten Westen der Gemeinde Diex, auf dem Gebiet der Katastralgemeinde Diexerberg. Der Hof liegt etwa 500 m nordöstlich und 180 Höhenmeter oberhalb der Kirche St. Michael, die in der Nachbargemeinde Brückl liegt.

### Geschichte
In der ersten Hälfte des 19. Jahrhunderts gehörte der gesamte Ort Michaelerberg zum Steuerbezirk Haimburg. Bei Gründung der Ortsgemeinden im Zuge der Reformen nach der Revolution 1848/49 wurde der Ort geteilt; die auf dem Gebiet der Katastralgemeinde Diexerberg befindlichen Häuser des Ortes kamen an die Gemeinde Haimburg. Im Zuge der Gemeindestrukturreform 1972 kam dieser Teil der Gemeinde Haimburg an die Gemeinde Diex.